# Île Inexpressible

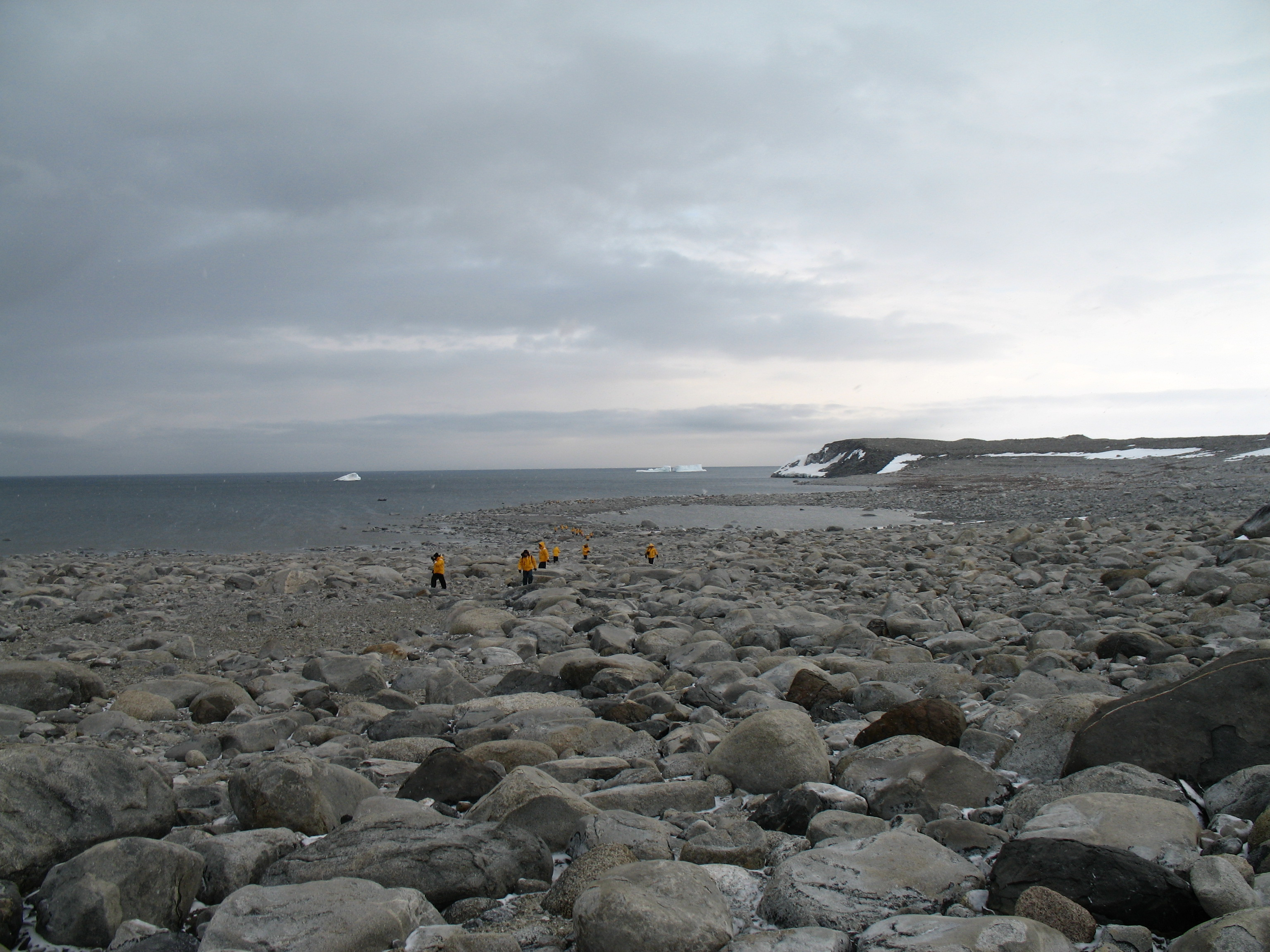
Vue de la côte

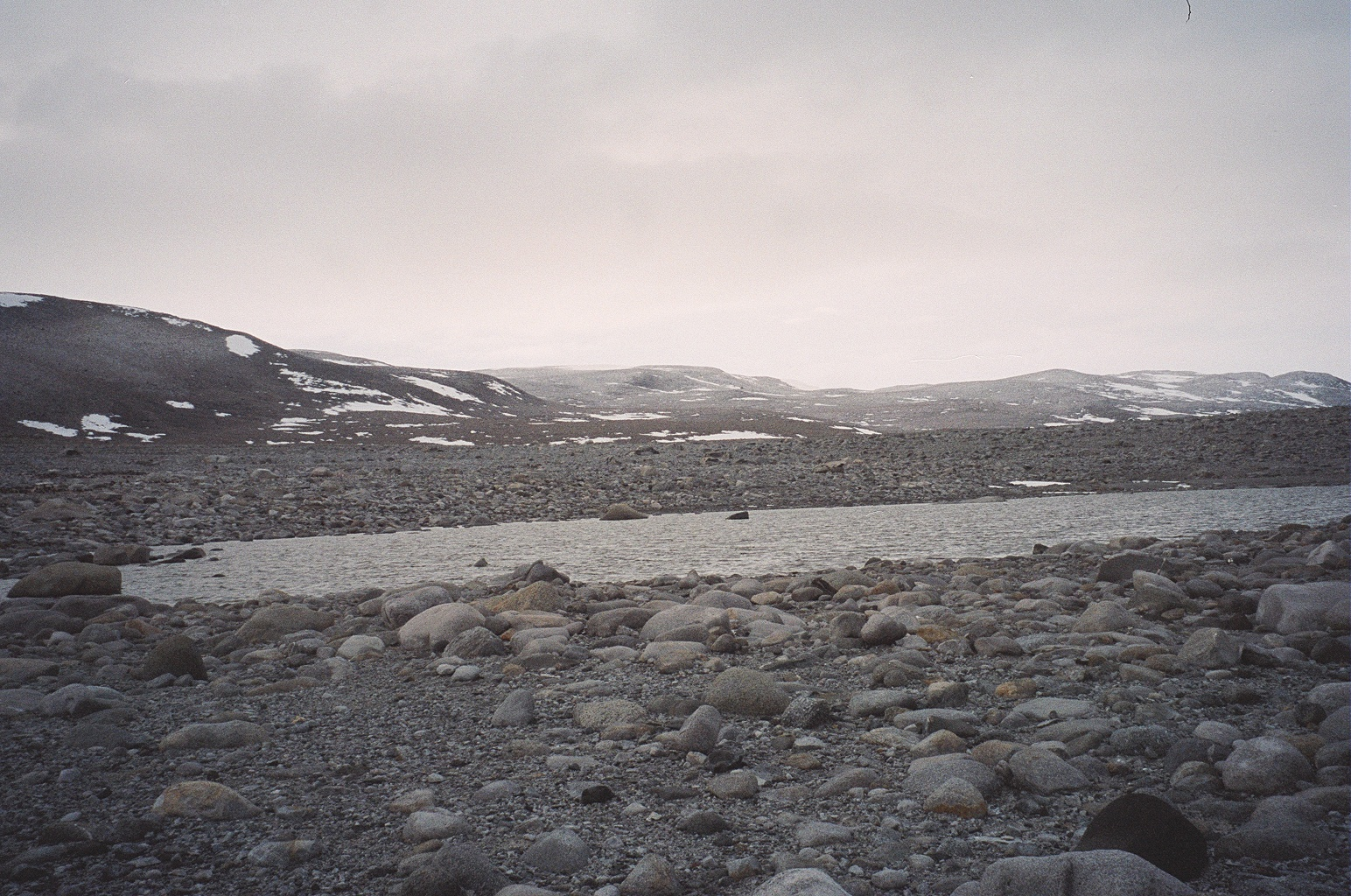
Vue de l'intérieur

L'île Inexpressible est une île rocheuse située en Antarctique, dans la baie Terra Nova. Elle a été le témoin d’un hivernage forcé par des membres de l'équipe de l'Expédition Terra Nova.
Le site de la caverne de glace est classé catégorie I par l'Antarctic Heritage Trust et est protégé par le traité sur l'Antarctique.

## Histoire

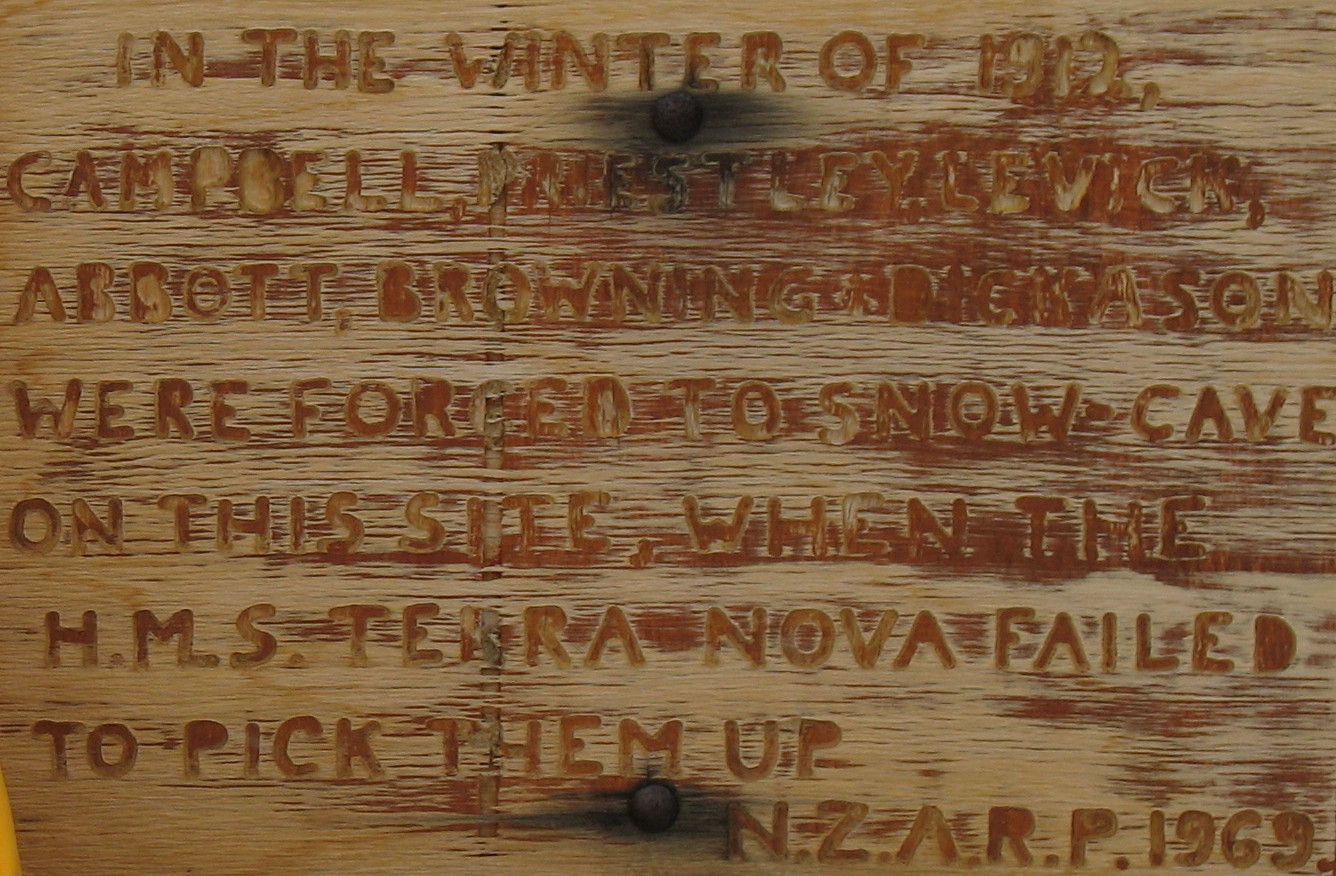
Écriteau en mémoire de l'expédition Terra Nova

L'expédition Terra Nova de Robert Falcon Scott, menée de 1910 à 1913, comprend plusieurs groupes. L'un de ceux-ci, celui du nord, n'accompagne pas Scott dans l'intérieur de l'Antarctique mais hiverne au cap Adare. Ils sont laissés à Evans Cove avec des vivres pour six semaines dans l'intention d'y effectuer des recherches géologiques. Une fois le travail fini, ils ont des vivres pour environ quatre semaines, n'ayant pas prévu davantage au cas où le navire Terra Nova n'arrivait pas à temps les chercher. Le Terra Nova fut pris dans la glace. Ne pouvant pas communiquer avec le navire, l'équipe sur l'île est forcée à y hiverner. Les hommes construisent une caverne de glace et tuent des phoques et manchots pour survivre. cette glacière est classée comme site historique de l'Antarctique.
Ils avaient construit un dépôt à la moraine Hells Gate (« Porte de l'Enfer »), à 74° 52′ S, 163° 50′ E, située sur l'île. Il contient principalement un traîneau avec des équipements. Ce dépôt est classé comme monument historique de l'Antarctique.
Malgré ce petit abri, les hommes choisissent de rester dans la caverne de glace et dans un abri en pierre. Ils souffrent de gelures, de faim, de dysenterie et des vents forts balayant l'île.
Ils quittent l'île le 30 septembre 1912 et croisent le glacier Drygalski. Browning est très malade et Dickason presque invalide à cause des ravages de la dysenterie, mais ils arrivent à Hut Point le 5 novembre.